# Dipsacus
Dipsacus L., 1753 è un genere di piante della famiglia delle Caprifoliaceae.

## Tassonomia
Il genere comprende le seguenti specie:
- Dipsacus asper Wall. ex DC.
- Dipsacus atratus Hook.f. & Thomson ex C.B.Clarke
- Dipsacus atropurpureus C.Y.Cheng & Z.T.Yin
- Dipsacus azureus Schrenk ex Fisch. & C.A.Mey.
- Dipsacus cephalarioides V.A.Matthews & Kupicha
- Dipsacus chinensis Batalin
- Dipsacus comosus Hoffmanns. & Link
- Dipsacus ferox Loisel.
- Dipsacus fullonum L.
- Dipsacus gmelinii M.Bieb.
- Dipsacus inermis Wall.
- Dipsacus japonicus Miq.
- Dipsacus laciniatus L.
- Dipsacus leschenaultii Coult. ex DC.
- Dipsacus narcisseanus Lawalrée
- Dipsacus pilosus L.
- Dipsacus pinnatifidus Steud. ex A.Rich.
- Dipsacus × pseudosylvestris Schur
- Dipsacus sativus (L.) Honck.
- Dipsacus strigosus Willd. ex Roem. & Schult.
- Dipsacus valsecchii Camarda
- Dipsacus walkeri Arn.